# اسمی بروختس
اسمی بروختس (انگلیسی: Esmee Brugts؛ زادهٔ ۲۸ ژوئیهٔ ۲۰۰۳) بازیکن فوتبال اهل پادشاهی هلند است که در حال حاضر برای باشگاه فوتبال زنان بارسلونا بازی می‌کند. 
وی همچنین در تیم‌های ملی فوتبال زیر ۱۵ سال، زیر ۱۶ سال، زیر ۱۷ سال، زیر ۱۸ سال، زیر ۱۹ سال، زیر ۲۳ سال و بزرگسالان زنان هلند بازی کرده است.

## دوران باشگاهی

### پایه و پی‌اس‌وی
اسمی بروختس فوتبال را از پنج سالگی با بازی برای اس‌وی هیننرود آغاز کرد. او هشت سال بعد به باشگاه فوتبال بیننماس منتقل شد و به مدت چهار سال در آنجا بازی کرد. در سال ۲۰۲۰، در سن ۱۶ سالگی، او به شدت مورد توجه قرار گرفت و اولین قرارداد خود را با پی‌اس‌وی امضا کرد. در تاریخ ۱۳ اوت ۲۰۲۰، بروختس اولین بازی خود را برای پی‌اس‌وی در یک بازی پیش‌فصل برابر باشگاه فوتبال زنان المپیک لیون انجام داد. او اولین گل لیگ خود را در تاریخ ۸ نوامبر ۲۰۲۰ برابر باشگاه فوتبال زنان آدو دن هاخ به ثمر رساند و در دقیقه ۹۰+۲ گلزنی کرد. در اولین فصل حضورش در پی‌اس‌وی، او ۱۳ بازی لیگ انجام داد و سه گل به ثمر رساند. در فینال جام کی‌ان‌وی‌بی، او تمام بازی را انجام داد و پی‌اس‌وی با نتیجه ۱–۰ برابر باشگاه فوتبال زنان آدو دن هاخ پیروز شد. در فصل دوم خود، او در فینال جام KNVB بازی کرد و با نتیجه ۲–۱ به آژاکس باختند. بروختس در تاریخ ۲۴ مارس ۲۰۲۳ یک هت‌تریک برابر باشگاه فوتبال زنان تلستار به ثبت رساند.

### بارسلونا
در اوت ۲۰۲۳، او قراردادی چهار ساله با باشگاه فوتبال زنان بارسلونا امضا کرد. او اولین گل‌های خود را برای بارسلونا با یک هت‌تریک هشت دقیقه‌ای برابر باشگاه ورزشی زنان ایبار در تاریخ ۹ دسامبر ۲۰۲۳ به ثمر رساند، در ابتدا به عنوان مهاجم شماره ۹ و سپس به عنوان دفاع چپ در طول بازی به دلیل مصدومیت‌های متعدد بازی کرد. تا پایان فصل، او به عنوان وینگر و مدافع در هر دو سمت، همچنین به عنوان مهاجم بازی کرد. با توجه به موقعیت‌های متعدد و اینکه بازیکن در بارسلونا به‌طور معمول زمان می‌برد تا به جو آن عادت کند، بروختس فصل را با آمار گلزنی کمتری به پایان رساند، هرچند که این آمار برای فصل اول او خوب تلقی می‌شود.

## دوران ملی
بروختس برای چندین رده تیم ملی جوانان هلند بازی کرده است. در تاریخ ۱۶ فوریه ۲۰۲۲، او اولین بازی خود را برای تیم بزرگسالان هلند در یک بازی برابر تیم ملی فوتبال زنان برزیل در تورنوی د فرانس ۲۰۲۲ انجام داد. او به عنوان یار جانشین برای ویکتوریا پلووا شش دقیقه قبل از پایان بازی به میدان آمد. او اولین گل خود را برای تیم ملی در تاریخ ۸ آوریل ۲۰۲۲ در یک بازی برابر تیم ملی فوتبال زنان قبرس به ثمر رساند. در تاریخ ۶ سپتامبر ۲۰۲۲، او در دقیقه ۹۳ بازی در یک پیروزی ۱–۰ برابر تیم ملی فوتبال زنان ایسلند گلزنی کرد و کشورش را به عنوان تیم اول گروه سی مرحله مقدماتی جام جهانی به جام جهانی فوتبال زنان ۲۰۲۳ راهی کرد.
در تاریخ ۳۱ مه ۲۰۲۳، او به عنوان بخشی از تیم موقت هلند برای جام جهانی زنان فیفا نامگذاری شد. او در تمام پنج بازی برای هلند در طول جام جهانی بازی کرد و در آخرین بازی گروهی برابر تیم ملی فوتبال زنان ویتنام دو گل به ثمر رساند.